# Euphyia leucoplea
Euphyia leucoplea är en fjärilsart som beskrevs av Louis Beethoven Prout 1939. Euphyia leucoplea ingår i släktet Euphyia och familjen mätare. Inga underarter finns listade i Catalogue of Life.